# Runcinioides litteratus
Runcinioides litteratus là một loài nhện trong họ Thomisidae.
Loài này thuộc chi Runcinioides. Runcinioides litteratus được miêu tả năm 1933 bởi Piza.